# Felsőszőcs község
Felsőszőcs község (románul: Comuna Suciu de Sus) község Máramaros megyében, Romániában. Központja Felsőszőcs, beosztott falvai Alsószőcs, Tágfalva.

## Népessége
A 2011-es népszámlálás adatai alapján a község népessége 3868 fő volt.

## Története
2003-ig a községhez tartozott Tőkés falu is, amelyet ekkor önálló községgé alakítottak.